# Mujercitas (película de 1994)
Mujercitas (Little Women, en inglés) es una película estadounidense de coming-of-age y drama de época de 1994, dirigida por Gillian Armstrong. El guion de Robin Swicord se basa en la novela de 1868 del mismo nombre de Louisa May Alcott, la quinta adaptación cinematográfica de la historia clásica. Después de un lanzamiento limitado el 21 de diciembre de 1994, la película fue lanzada en todo el país cuatro días después por Columbia Pictures. La cinta está dedicada a la víctima de asesinato Polly Klaas y la agente literaria Judy Scott-Fox.

## Trama
La película se centra en las hermanas March: la bella Meg, la tempestuosa Jo, la tierna y tranquila niña pianista Beth y la romántica niña dibujante Amy; que crecen en Concord, Massachusetts, durante y después de la Guerra de Secesión estadounidense. Con su padre peleando en la guerra, las chicas luchan con problemas mayores y menores bajo la guía de su madre la señora Abigaíl Margaret March, una mujer de carácter fuerte, que es cariñosamente llamada Marmee por sus hijas. Como un medio para escapar de algunos de sus problemas, las hermanas se deleitan en actuar en obras románticas escritas por Jo en su "teatro" ubicado en el ático.
Las hermanas viven al lado de la familia del rico Sr. James Lawrence, cuyo nieto Theodore, apodado "Laurie", se muda con él y se convierte en un amigo cercano de la familia March, particularmente de Jo. La habitual exclamación de sorpresa de Jo "¡Por Cristóbal Colón!" no se da en esta película.
El abuelo de Laurie se convierte en amigo y mentor de Beth, cuya exquisita interpretación de piano le recuerda a su nieta fallecida, que era la hermana menor de Laurie. Meg se hace muy amiga del tutor de Laurie, John Brooke, y con el tiempo se enamoran.
La película incluye el capítulo en el que tras un pleito Amy quema el libro de Jo. Amy quiso ir al teatro con Jo, Meg y Laurie. Jo, enojadísima, se mostró muy intransigente y no le permitió acompañarles. Amy, furiosa, se vengó de Jo quemando el libro de 6 cuentos cuya autora era la propia Jo, y que planeaba publicarlo en el futuro; al enterarse, Jo agarra a Amy a golpes, gritando que no podría escribirlo de nuevo y que no se lo perdonaría en toda su vida. Amy luego se arrepintió y pidió perdón a Jo, sin obtenerlo. Al otro día Amy cae al río congelado al romperse el hielo cuando patinaba y casi muere, con lo que Jo, asustada y arrepentida, le perdona su fechoría.
Cuando el Sr. March es herido en la guerra, Jo vende su cabello para que Marmee pueda comprar un billete de tren para viajar junto al Sr. March y cuidarlo hasta que recupere la salud. Mientras Marmee está ausente, Beth continúa las visitas de caridad de su madre a una familia inmigrante en dificultades para proporcionarles comida y leña. Durante este tiempo contrae escarlatina del bebé de la familia Hummel. En espera del regreso de Marmee, Meg y Jo, quienes anteriormente sobrevivieron a la escarlatina, envían a Amy a vivir a salvo con su tía March, temiendo que ella también pueda contraer la enfermedad. Amy lamenta a Laurie que puede morir sin ser besada; Laurie le promete a Amy que la besará antes de que ella muera. Antes de la enfermedad de Beth, Jo había sido señorita de compañía de la tía March durante varios años, y aunque no estaba contenta con su posición, la toleró con la esperanza de que algún día su tía la llevara a Europa. Cuando la condición de Beth empeora, Marmee es llamada a casa y la cuida para que se recupere, lo cual ocurre justo a tiempo para Navidad. El Sr. Lawrence le regala el piano de su nieta difunta a Beth para gran alegría de ella. Meg acepta la propuesta de John Brooke y el Sr. March sorprende a su familia al regresar a casa de la guerra.
Pasan cuatro años; Meg (que ahora tiene 20 años) y John se casan. Laurie se gradúa de la universidad, le propone matrimonio a Jo (ahora tiene 19 años) y le pide que vaya a Londres con él, pero al darse cuenta Jo de que piensa en él más como un hermano mayor que como un pretendiente, ella rechaza su oferta. Más tarde, Jo lidia con la decepción adicional de que la tía March haya decidido llevar a Amy, que ahora tiene 16 años, a Europa en lugar de a Jo, ya que Amy ahora trabaja como acompañante de la tía y ésta desea que Amy continúe su formación como artista pintora en Europa. Abatida por el viaje perdido y por haber rechazado a Laurie, Jo parte hacia la ciudad de Nueva York para perseguir su sueño de escribir y experimentar la vida. Allí conoce a Friedrich Bhaer, un profesor de alemán que la desafía y estimula intelectualmente, le presenta la ópera y la filosofía, y la alienta a escribir mejores historias que los trágicos o  espeluznantes relatos victorianos que Jo ha escrito hasta ahora.
En Europa, Amy se reencuentra con Laurie. Está decepcionada al descubrir que se ha vuelto disoluto e irresponsable, y lo regaña por perseguirla simplemente para formar parte de la familia March. A cambio, él la reprende amargamente por cortejar a uno de sus ricos amigos de la universidad para casarse por dinero. Le deja a Amy una carta pidiéndole que lo espere mientras él trabaja en Londres para su abuelo y se hace digno de ella.
Jo recibe una carta en la que recibe la mala noticia de que Beth (que ahora tiene 19 años) ha sufrido una recaída de la escarlatina. Jo vuelve a casa y se reencuentra con Beth, quien finalmente muere por las secuelas persistentes de la misma (presumiblemente enfermedad cardíaca reumática) que la han afectado durante los últimos años. Una tristísima Jo se retira a la comodidad del ático y comienza a escribir la historia de la vida de Beth. Al finalizar, se la envía al profesor Bhaer. Mientras tanto, Meg da a luz a los mellizos Demi y Daisy.
Una carta de Amy informa a la familia que tía March ha perdido de súbito muchas fuerzas por su avanzada edad y está demasiado débil para viajar de regreso a América, por lo que Amy debe permanecer en Europa con ella. En Londres, Laurie recibe una carta de Jo en la que le informa de la muerte de Beth y menciona que Amy está en Vevey, incapaz de volver a casa. Laurie inmediatamente viaja para estar al lado de Amy. Finalmente se casan y regresan a la casa en marzo como marido y mujer, para sorpresa y eventual deleite de Jo.
Tía March muere y deja a Jo su casa, que ella decide convertir en la escuela Plumfield. El profesor Friedrich Bhaer llega con las pruebas impresas de las galeradas de su manuscrito, pero cuando cree erróneamente que Jo se ha casado con Laurie, sale para tomar un tren hacia el oeste, donde se convertirá en maestro. Jo corre tras él y le explica el malentendido: que es su hermana menor Amy quien se ha casado con Laurie. Cuando Jo le ruega al profesor Bhaer que no se vaya, él le propone matrimonio y ella lo acepta felizmente.

## Reparto
- Winona Ryder como Josephine "Jo" March.
- Trini Alvarado como Margaret "Meg" March.
- Claire Danes como Elizabeth "Beth" March.
- Samantha Mathis como Amy March (17 años).
  - Kirsten Dunst como Amy March (12 años).
- Christian Bale como Theodore "Laurie" Laurence.
- Gabriel Byrne como Friedrich Bhaer.
- Eric Stoltz como John Brooke.
- Mary Wickes como la tía March.
- Susan Sarandon como Abigaíl "Marmee" March, madre de las chicas March.
- Matthew Walker como Sr. March, padre de las chicas March.
- John Neville como Sr. James Laurence, abuelo de Laurie.

## Nominaciones
La película obtuvo 3 nominaciones para los premios Oscar de 1994 en las categorías de: Mejor Actriz Winona Ryder, Mejor Banda Sonora y Mejor Diseño de Vestuario.